# Cubal
Cubal és un municipi de la província de Benguela, Angola. Té una extensió de 4.794 km² i 287.931 habitants segons el cens de 2014. Comprèn les comunes de Cubal, Yambala, Capupa e Tumbulo. Limita al nord amb el municipi de Bocoio, a l'est amb el municipi de Ganda, al sud amb el municipi de Chongoroi i a l'oest amb el municipi de Caimbambo. Es troba a 146 km de Benguela i a 200 km de Huambo. Assolí la categoria de municipi en 1968.
El Caminho de Ferro de Benguela va arribar a Cubal en 1908. En 1974 hi fou conclosa la construcció d'una nova variant que la lliga a Lobito.